# Skarpa warszawska

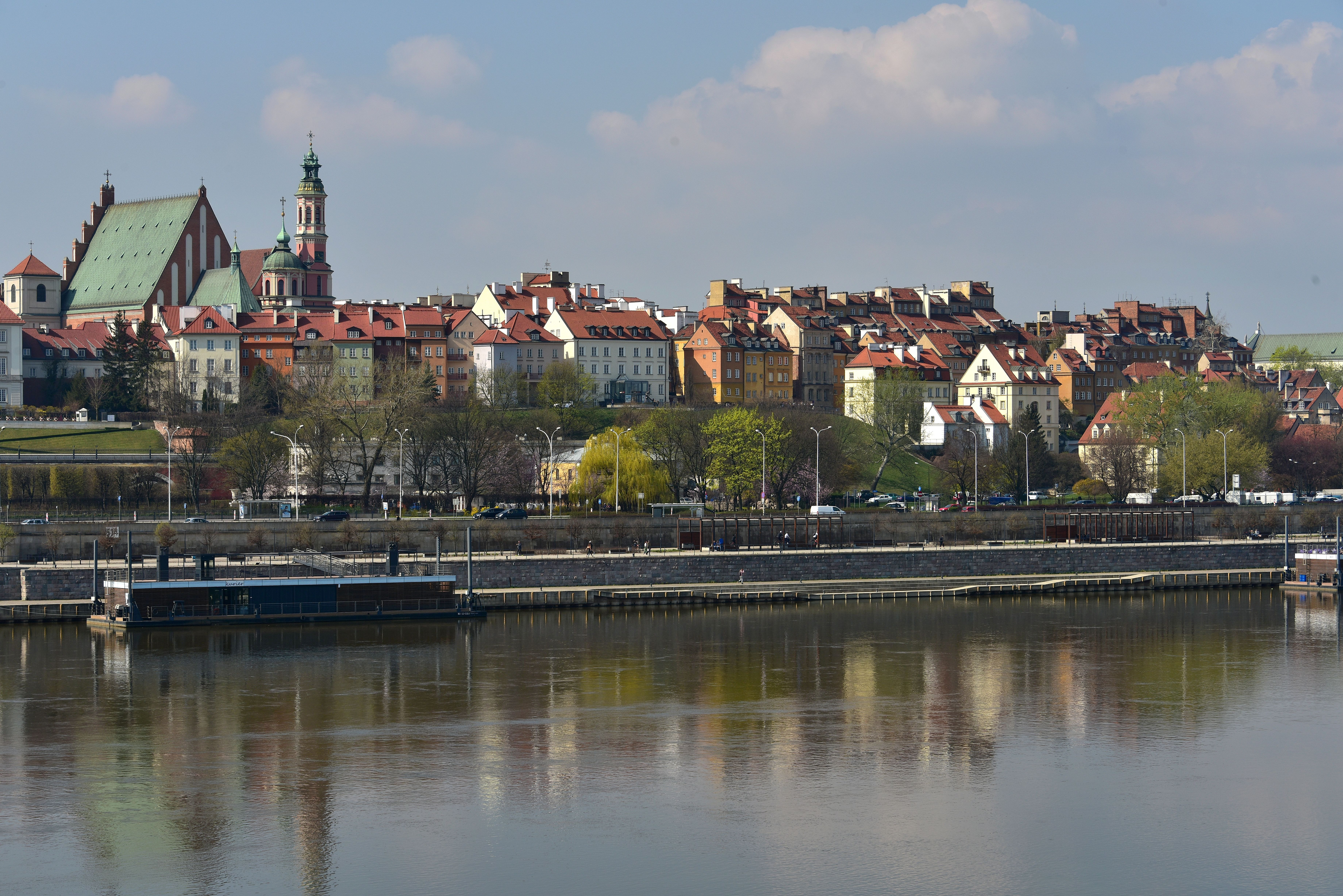
Skarpa na Starym Mieście

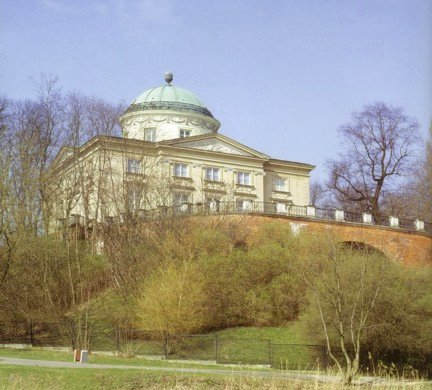
Skarpa w rejonie Królikarni

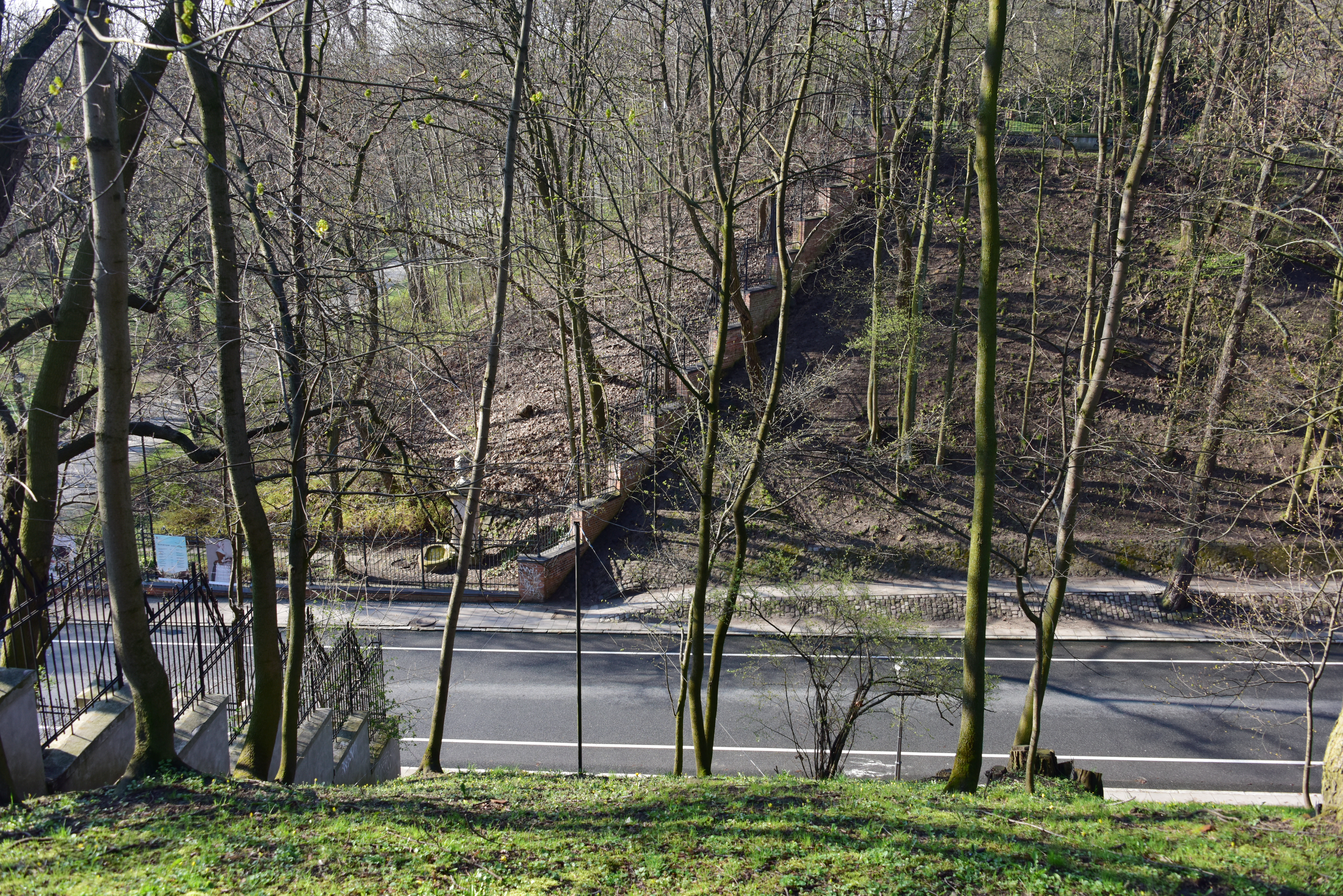
Przecinająca skarpę ulica Agrykola

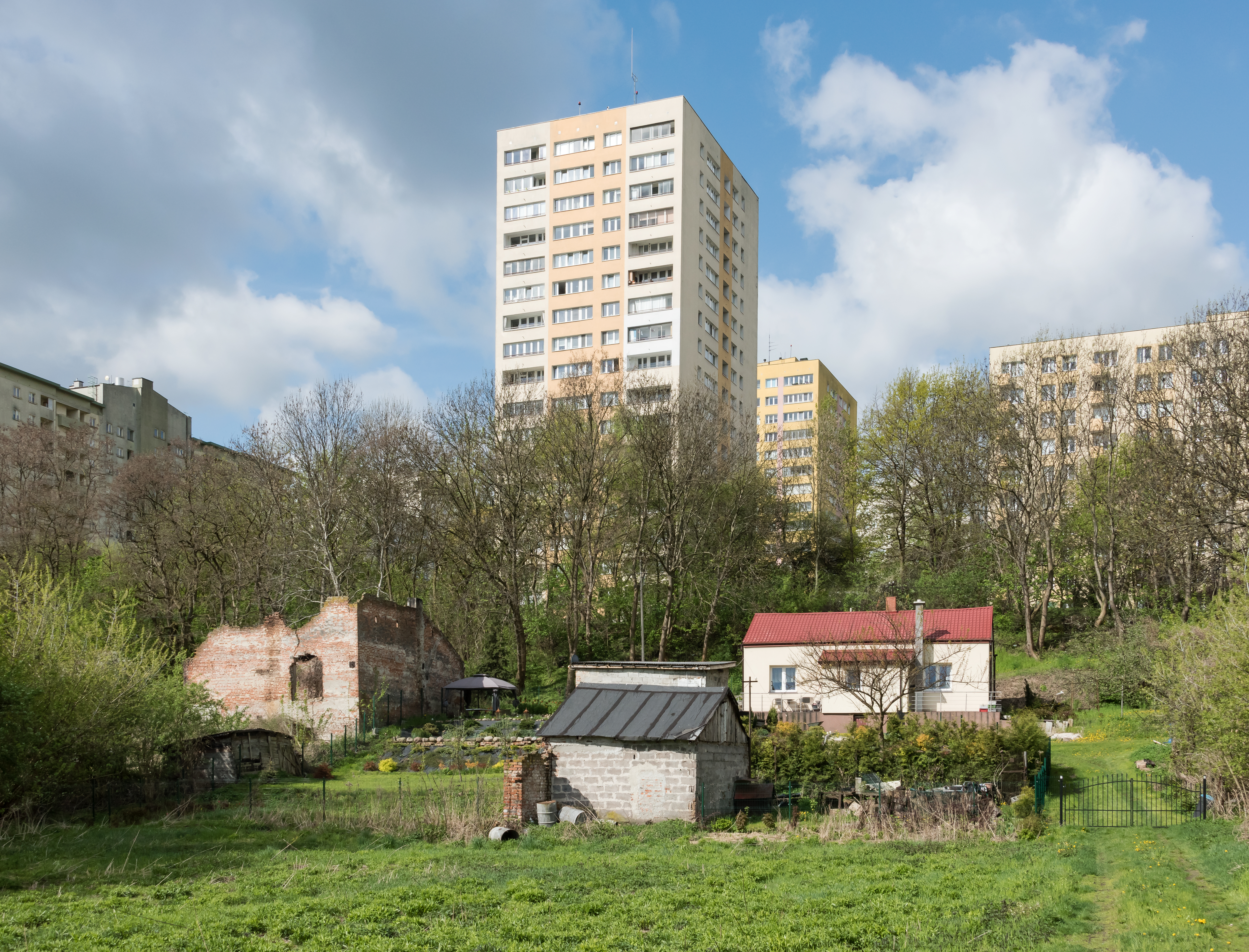
Skarpa w rejonie Szopów Polskich

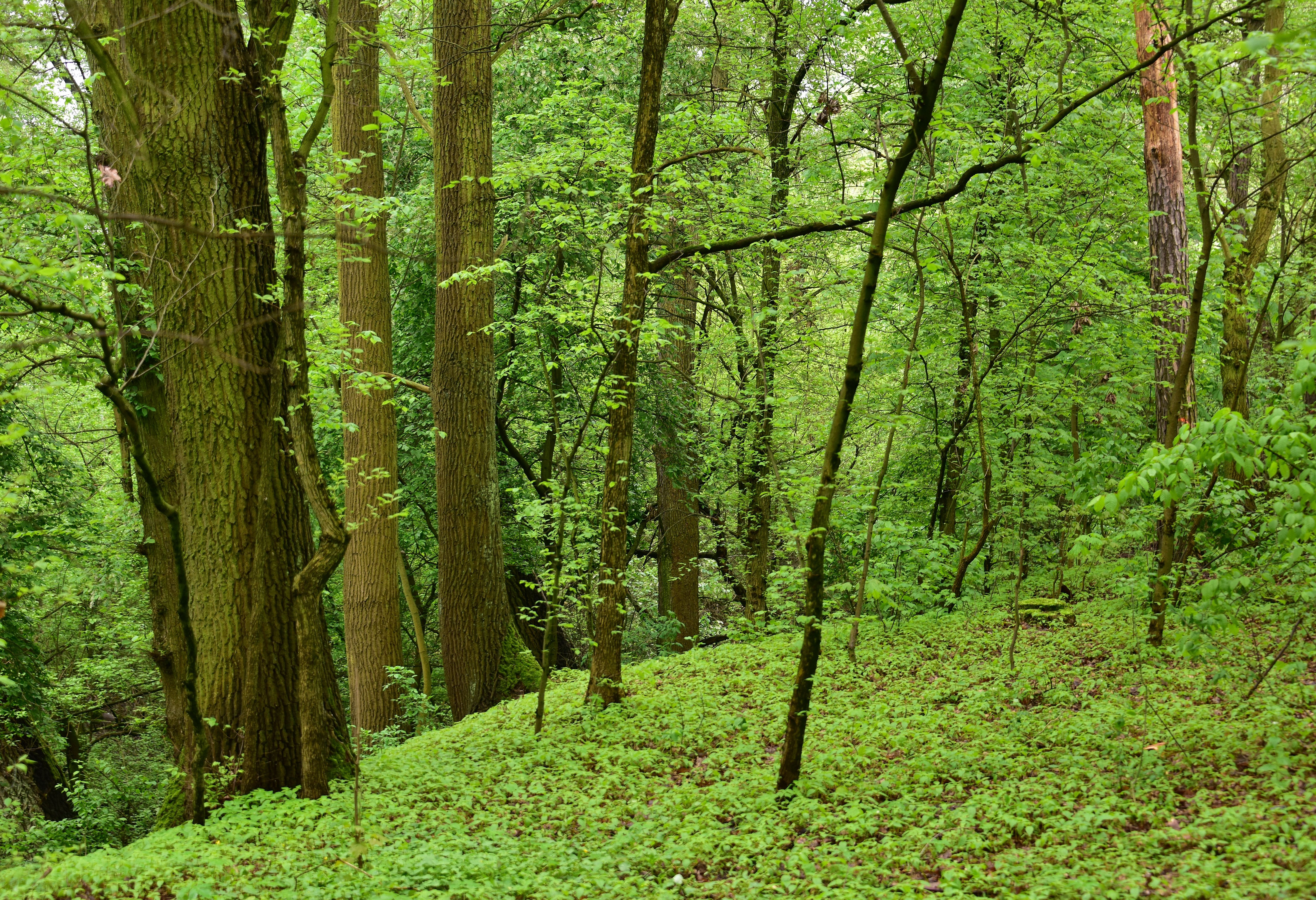
Skarpa w parku Młocińskim

Skarpa warszawska – zwyczajowa nazwa wysokiej (zachodniej) skarpy wiślanej na terenie Warszawy. Skarpa ta jest najbardziej charakterystycznym naturalnym elementem ukształtowania terenu Warszawy, kształtującym krajobraz i strukturę przestrzenną miasta.
Skarpy niższych tarasów Wisły (np. kilkumetrowa skarpa wzdłuż pasa jeziorek: Powsinkowskiego, Wilanowskiego i Czerniakowskiego na lewym brzegu Wisły oraz Gocławskiego i Kamionkowskiego na prawym) są dużo niższe i słabo zaznaczone.
Skarpa warszawska stanowi krawędź erozyjną wysoczyznowej Równiny Warszawskiej (318.76) i jednocześnie zachodnią granicę Doliny Środkowej Wisły (318.75).

## Wpływ na lokalizację Warszawy
Skarpa była jednym z czynników przesądzających o lokalizacji Warszawy. Usytuowanie grodów i późniejszych rezydencji na skarpie miało wiele zalet: ułatwiało obronę, zapewniało atrakcyjne widoki i korzystny klimat (przewietrzanie przez dolinę Wisły), suche podłoże i brak niebezpieczeństwa powodzi (w przeciwieństwie do terenów położonych w dolinie).
Ślad pierwszego grodu, z końca XIII wieku, odnaleziono na brzegu skarpy wiślanej w rejonie Zamku Królewskiego i Wieży Grodzkiej. Stroma skarpa broniła miasta na tyle dobrze, że otoczono je murami od strony lądu, ale nie od strony Wisły. Na północ od obecnego Starego Miasta powstała później na skarpie osada Nowe Miasto.
Również w XIII wieku władcy Mazowsza ulokowali gród przy przeprawie przez Wisłę, w rejonie dzisiejszego Jazdowa. Doceniano walory krajobrazowo-przyrodnicze skarpy – z 1262 roku pochodzi pierwsza wzmianka o ogrodzie położonym w tym miejscu.
W XVII i XVIII wieku na skarpie, a zwłaszcza w dolinach dopływów Wisły, budowano podmiejskie wille, pałace z ogrodami, kościoły i klasztory, młyny, tartaki i manufaktury. Możnowładców przyciągały rozległe widoki na otwarty krajobraz. Na Starym i Nowym Mieście skarpa i wybrzeże Wisły były dla mieszkańców najdogodniejszymi miejscami do wyrzucania śmieci.

## Przebieg
Skarpa w granicach Warszawy ma przebieg z południowego wschodu na północny zachód, zgodny z biegiem Wisły. Biegnie w zmiennej odległości od rzeki, od kilku metrów do kilku kilometrów.
Stanowi naturalną granicę między Ursynowem a Wilanowem – biegnie na wschód od Ogrodu Botanicznego PAN w Powsinie i parku Kultury, skrajem Lasu Kabackiego, przez rezerwaty Park Natoliński i Skarpa Ursynowska. W rejonie kościoła św. Katarzyny rozcina ją dolina Potoku Służewieckiego, dawnej Sadurki. Skarpa odchyla się na zachód w stronę Szopów Polskich, a następnie na północ, oddzielając Górny Mokotów z Ksawerowem i Wierzbnem od Dolnego Mokotowa z Sielcami i Stegnami, biegnie poniżej Królikarni i parku Arkadia, przez park Morskie Oko, następnie przez Łazienki Królewskie poniżej Belwederu i Ogrodu Botanicznego.
W rejonie parku Agrykola na skarpie (na osi stanisławowskiej) stoi Zamek Ujazdowski. Następnie skarpa biegnie wzdłuż ul. Myśliwieckiej, powyżej parku Marszałka Edwarda Rydza-Śmigłego, przez park na Książęcem, powyżej ogrodów klasztoru ss. szarytek na Powiślu, parku Kazimierzowskiego i Mariensztatu. W rejonie Zamku Królewskiego, Starego Miasta i Cytadeli skarpa przybliża się do Wisły. Następnie oddala się na zachód w stronę Marymontu. Dalej biegnie przez rezerwat Las Bielański, znowu przybliżając się do Wisły, i dalej przez park Młociński.

## Wysokość
Wysokość skarpy jest różna na poszczególnych odcinkach i wynosi:
- 10−15 m w rejonie Lasu Kabackiego i Ursynowa
- ok. 15 m w rejonie Służewa
- ok. 20 m w rejonie parku Morskie Oko
- ok. 25 m na odcinku od kościoła św. Anny do Belwederu (z kulminacją w rejonie Pałacu Kazimierzowskiego)
- 18–20 m przy Zamku Królewskim
- 10 m w rejonie Nowego Miasta
- 12–15 m w rejonie Cytadeli
- 6–8 m na Marymoncie (najmniejsza wysokość 6 m w dawnej dolinie Rudawki w rejonie Trasy Armii Krajowej)
- 10 m w Lesie Bielańskim przy klasztorze kamedułów
- 12 m na Młocinach w rejonie pałacu Brühla

## Budowa geologiczna
W budowie skarpy warszawskiej występują gliny zwałowe, piaski wodnolodowcowe, mułki i iły zastoiskowe oraz iły plioceńskie i nasypy antropogeniczne. W miejscach wypiętrzeń iłów plioceńskich zbocza skarpy są łagodniejsze, z tendencją do tworzenia się osuwisk. W budowie skarpy mają udział również grunty pochodzenia antropogenicznego: śmieci, popioły z palenisk, nieczystości z gospodarstw domowych, odpadki rzemieślnicze i cegielniane. W rejonie Starego Miasta od założenia miasta do połowy XIX wieku na skarpie funkcjonowało miejskie wysypisko śmieci, nagromadzone w nim odpadki o miąższości ok. 23 m uformowały Górę Gnojną, na której znajduje się obecnie taras widokowy. Po I i II wojnie światowej znaczący udział w nadbudowie skarpy uzyskały gruzy budowlane. Nadbudowano nimi skarpę na Mokotowie, Żoliborzu, ciąg podskarpowy Nowego Miasta i Cytadeli, bagienne podnóże skarpy w rejonie Marymontu oraz nasyp Wisłostrady na Bielanach.

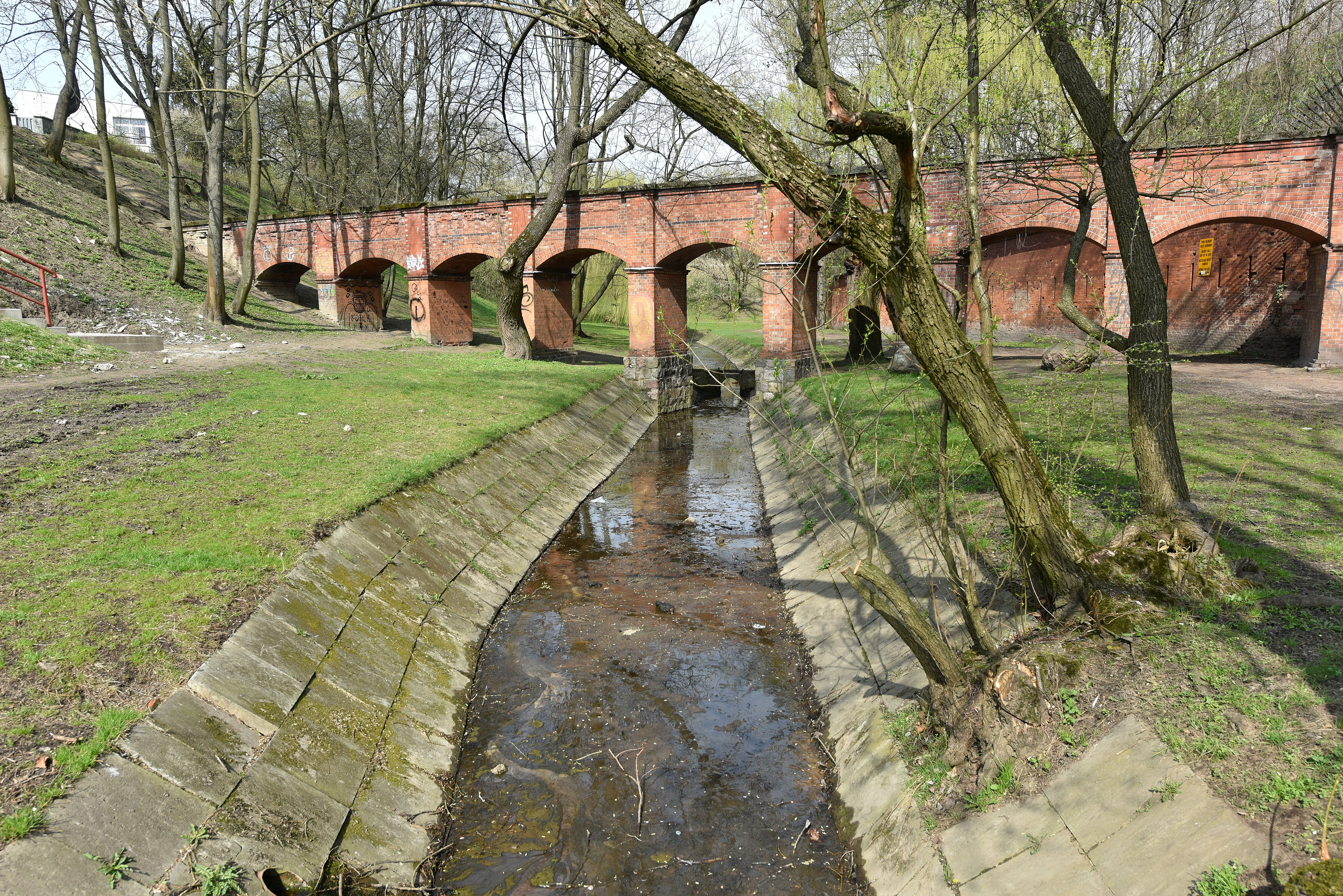
Wąwóz Drny przy Cytadeli

## Dolinki, wąwozy, rozcięcia
Stok skarpy jest miejscami porozcinany rozcięciami i wąwozami powstałymi wskutek działalności erozyjnej wód lodowcowych, potoków odprowadzających wody z obszaru wysoczyzny oraz strumieni ze źródeł skarpowych i wysięków wód podziemnych.
Największymi tego typu rozcięciami są:
- dolinka Sadurki (Potoku Służewieckiego)
- dolinka Żurawki (ul. Książęca)
- dolinka Bełczącej (Nalewki) – wyrównana w XIX wieku podczas prowadzonych prac fortyfikacyjnych w rejonie Cytadeli i związanego z nią fortu Legionów
- dolinka Drny – przekształcona podczas prac fortyfikacyjnych w XIX wieku w rejonie Cytadeli i fortu Sokolnickiego
- dolinka Polkówki (rejon ul. Bohomolca) – zasypana, dziś praktycznie niezauważalna
- dolinka Rudawki – w znacznej części przekształcona podczas budowy Trasy AK.

Poza rozcięciami naturalnymi powstały liczne rozcięcia antropogeniczne spowodowane rozwojem miasta, głównie rozcięcia komunikacyjne i związane z pracami budowlanymi, m.in.:
- wykop ul. Agrykola – wcięcie do 20 m (w XVIII w.)
- wykop Alej Jerozolimskich – wcięcie do 20 m (w XIX w.)
- wykop ul. Karowej - wcięcie ok. 10 m (w XIX w.)
- tunel linii średnicowej – wcięcie ok. 10 m
- tunel Trasy W-Z – wcięcie ok. 10 m
- Wisłostrada w rejonie Młocin – wcięcie ok. 15 m
- Trasa Łazienkowska – wcięcie ok. 20 m
- Trasa Armii Krajowej – wcięcie ok. 5 m

## Osuwiska i inne ruchy masowe
Warszawska skarpa jest obszarem zagrożonym ruchami masowymi ziemi (m.in. osuwaniem i spełzywaniem), zaznaczającymi się w przeszłości i obecnie. Ich natężenie uzależnione jest od wysokości i nachylenia skarpy w danym rejonie, lokalnej budowy geologicznej oraz działalności człowieka (wykopy, wznoszenie nowych budynków) – nie tylko bezpośrednio na skarpie, ale również u jej podnóża oraz w pewnej strefie powyżej krawędzi skarpy. Skutki przemieszczania się ziemi widoczne są w wielu miejscach w postaci pęknięć ścian, murów oporowych, schodów, przesuwania się chodników itp.
Największe zagrożenie dla skarpy wiązało się z realizacją tunelu Trasy W-Z oraz Wisłostrady w rejonie Lasu Bielańskiego, której planowany pierwotnie przebieg dzięki interwencji przyrodników został zmieniony. Najgroźniejsze zsuwy mas gruntu wraz z kościołem św. Anny miały miejsce w 1948 wskutek rozcięcia skarpy wykopem Trasy W-Z.
W ostatnich latach zwiększoną aktywność procesów osuwiskowych obserwowano w rejonach:
- pałacu Brühla,
- na północ od kościoła Kamedułów na Bielanach,
- wokół Cytadeli,
- Nowego Miasta (od ul. Starej na południe), Starego Miasta z Górą Gnojną, Mariensztatu i Powiśla aż do Alej Jerozolimskich,
- kompleksu budynków Sejmu, osiedla Jazdów i Zamku Ujazdowskiego,
- ul. Chocimskiej na Mokotowie,
- Parku Morskie Oko,
- kościoła św. Michała i terenów klubu sportowego Warszawianka,
- kościoła św. Katarzyny,
- rezerwatu Skarpa Ursynowska i kompleksu Szkoły Głównej Gospodarstwa Wiejskiego na Ursynowie.

W czerwcu 2010 po obfitych opadach deszczu osunęła się skarpa w rejonie ul. Kokosowej na Ursynowie. Ewakuowano mieszkańców trzech domów.
W marcu 2013 portal dobraulica.pl upublicznił fragmenty mapy sporządzonej przez Instytut Techniki Budowlanej, na której dokładnie zaznaczono zamieszkałe przez ludność tereny zagrożone osunięciem i objęte stałym monitoringiem przez służby miasta.

## Znaczenie w urbanistyce Warszawy
Według studium uwarunkowań i kierunków zagospodarowania przestrzennego Warszawy, skarpa wraz ze skarpami tarasów nadzalewowych, Wisłą i układem sieci hydrograficznej miasta – rzekami, kanałami, jeziorkami i stawami – są zrębem systemu przyrodniczego Warszawy, i tworzą podstawę do kształtowania najbardziej atrakcyjnych i wartościowych przestrzeni miasta dostępnych dla mieszkańców.

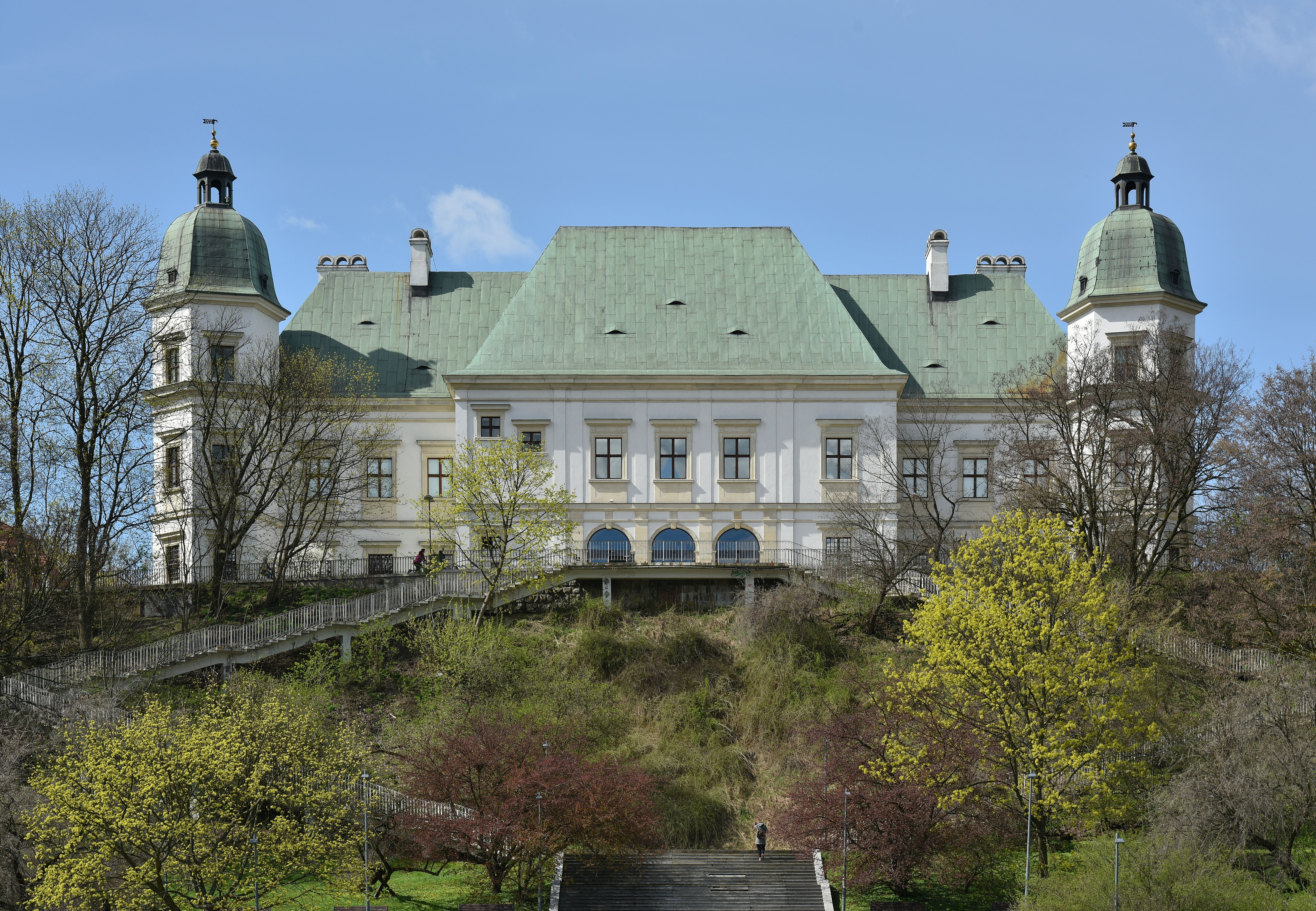
Zamek Ujazdowski

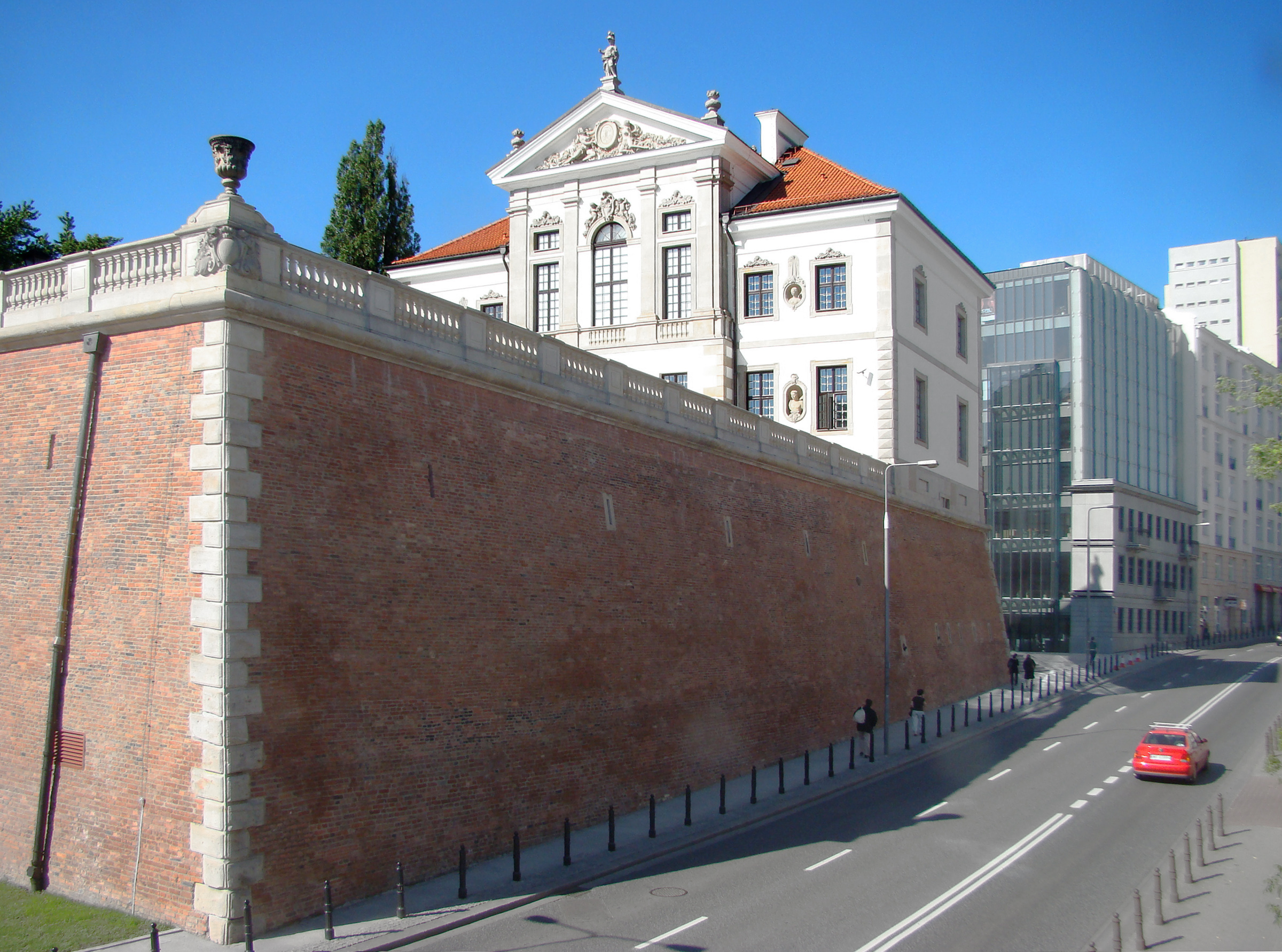
Zamek Ostrogskich na skarpie obudowanej wysokim murem oporowym

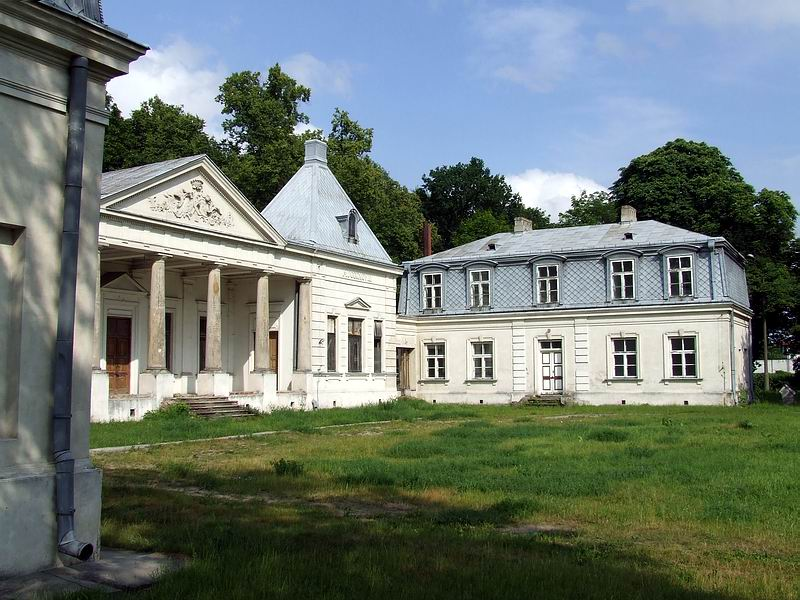
Pałac Brühla na Młocinach

Skarpa Warszawska z historyczną sylwetą Warszawy ma stanowić zasadniczy element panoramy miasta, którą tworzą historyczne obiekty i założenia rezydencjonalne, parkowe i sakralne położone na skarpie, wśród nich w szczególności:
- kościoły i pałace na Trakcie Królewskim, Starym i Nowym Mieście:
  - kościół Nawiedzenia Najświętszej Marii Panny
  - kościół św. Kazimierza i klasztor Sakramentek
  - kościół Paulinów
  - kościół Dominikanów
  - katedra św. Jana
  - Zamek Królewski z Arkadami Kubickiego
  - kościół Jezuitów
  - kościół św. Anny
  - Kościół Wniebowzięcia NMP i św. Józefa Oblubieńca
  - Pałac Namiestnikowski
  - kościół i klasztor Wizytek
  - Pałac Kazimierzowski
  - kościół św. Krzyża
  - Zamek Ostrogskich
  - Pałac Zamoyskich
  - Muzeum Narodowe
  - Muzeum Wojska Polskiego
  - Zamek Ujazdowski
  - Belweder i Łazienki,
- na północy:
  - pałac i park Brühla (Młociny)
  - park Młociński
  - zespół klasztorny Kamedułów na Górze Polkowej przy dolinie Potoku Bielańskiego
  - Cytadela
  - zespół Akademii Wychowania Fizycznego,
- na południu:
  - pałac i park Natoliński
  - pałac i park Rozkosz (Ursynów)
  - kościół św. Katarzyny i Gucin Gaj
  - pałac i park Królikarnia
  - park Arkadia
  - pałac i park Szustra
  - kościół św. Michała.

Studium ustala:
- ochronę i eksponowanie historycznej sylwety miasta na Skarpie Warszawskiej i panoramy miasta według wymogów wynikających z ochrony wartości zabytkowych i kulturowych;
- ochronę wartości krajobrazowych Doliny Wisły i Skarpy Warszawskiej według wymogów wynikających z ochrony wartości zabytkowych i kulturowych oraz ochrony środowiska przyrodniczego, ze szczególnym uwzględnieniem punktów i osi widokowych oraz płaszczyzn widokowych i panoram;
- obszar bezpośredniej ochrony stoku skarpy (teren zagrożony ruchami mas ziemnych – zbocze skarpy i teren do 30 m od korony skarpy i do 20 m od dolnej krawędzi stoku): zakaz lokalizowania nowych obiektów budowlanych, nadbudowy i rozbudowy obiektów istniejących oraz zakaz grodzenia.

## Wpływ na gwarę warszawską
W gwarze czerniakowskiej Czerniaków i Powiśle były określane jako „Dół”, gdyż aby wydostać się stamtąd do położonego na skarpie miasta, trzeba było wejść do góry.